# 莫之许

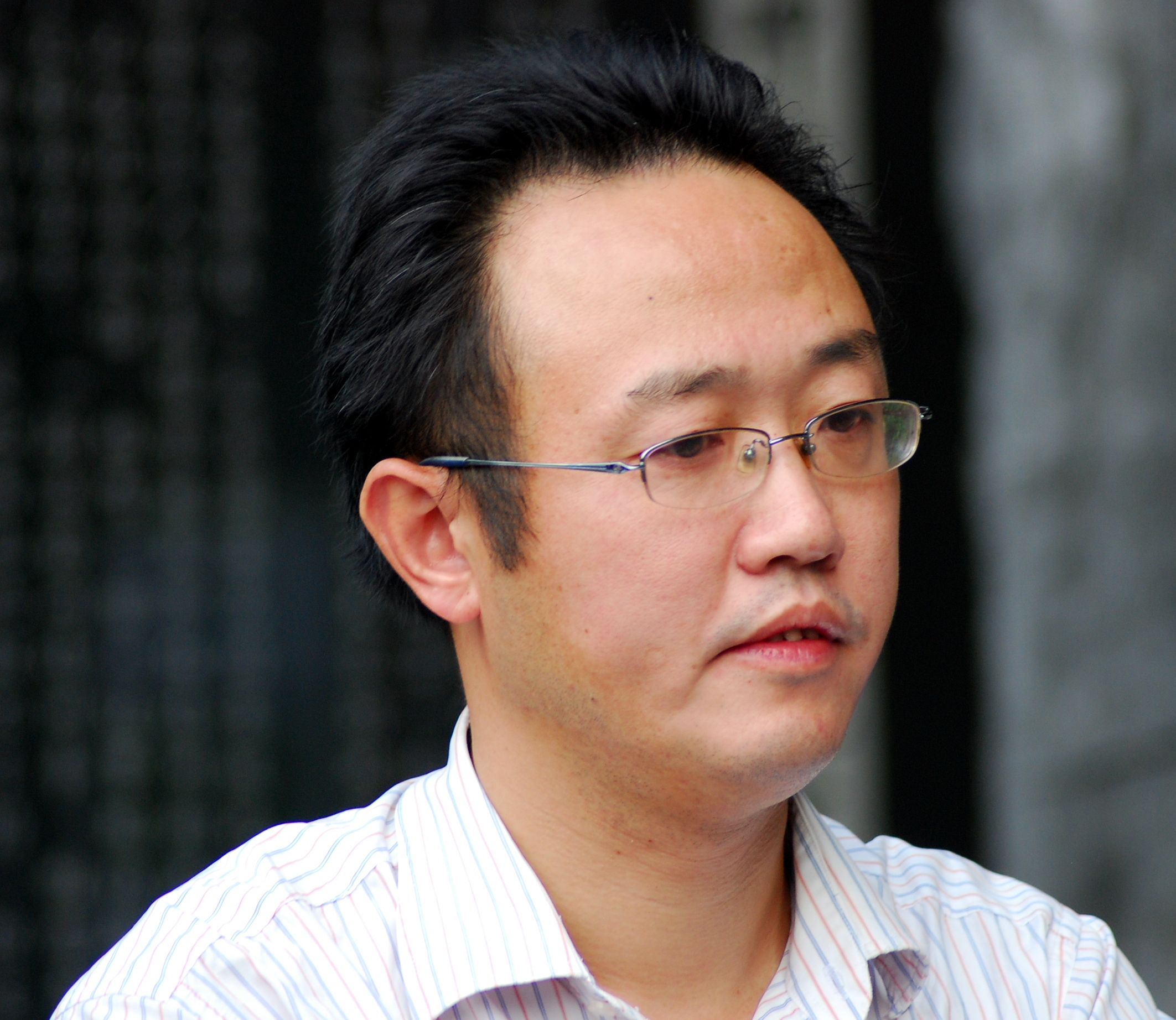
莫之许

莫之许（1969年—），本名赵晖，曾用笔名李朝晖，四川乐山人，“八九一代”学生，1990年毕业于厦门大学，曾任《战略与管理》杂志编辑、《华夏时报》评论部主任。后为独立图书策划人，牛博等网站的blogger，牛博最受欢迎的博客作者之一，网易等媒体专栏撰稿人；其经济、政治类的文章受到一定欢迎。

## 生平
2004年六四事件十五周年，莫之許与任不寐、余世存、浦志强、周勍、华欣远等发起“八九一代关于‘六四’问题的声明”。2006年7月20日，与高智晟、赵昕等赴临沂参加陈光诚案庭审，并赴东师古村探望袁伟静；2007年六四前，因发起“都市穿越”行为艺术，被北京市公安局遣送回四川老家。2008年，作为零八宪章首批签署人之一，在刘晓波入狱后，参与“我们和刘晓波不可分割”签名。2009年3月19日，因试图发起六四事件20周年纪念活动，被北京市公安局抄家传唤。2009年5月10日，发起并参加纪念六四民主运动二十周年研讨会“1989之后的民主发展”；2009年9月17日当选为独立中文笔会候补理事。2010年5月，策划并与王仲夏、苏雨桐、殷雨声等人实施了向云南省委宣传部副部长伍皓“扔五毛”行为艺术；2010年6月16日，参与东华门派出所营救倪玉兰律师夫妇；2010年6月21日，参与刘贤斌、陈卫发起的四川新都公安局声援陈云飞黄丝带行动；2010年10月8日，刘晓波获颁诺贝尔和平奖，莫之许受刘晓波之妻刘霞委托代她向媒体发表获奖感言。2011年10月，当选为独立中文笔会理事，并出任狱中作家委员会主任。2020年4月，不再是独立中文笔会会员。自2010年8月起，被禁止出境至今。2013年5月7日，获得德国之声首届最佳中文微博客奖。现为腾讯大家、香港东网专栏作家。
2016年8月15日，莫之许与女权工作者赵思乐在广州市民政局注册结婚。2023年，莫之许与赵思乐離婚。